# Magnesiumcarbonat
Magnesiumkarbonat eller magnesiumcarbonat (Kemisk Ordbog) har sumformlen: MgCO3. Det er et stof, som ligner calciumcarbonat i mange henseender, og i naturen findes disse stoffer ofte sammen. Det gælder f.eks. i Dolomitterne, som består af 90% kalk og 10% magnesiumcarbonat. Pulveriseret bjergart derfra sælges under navnet dolomitkalk.
En velkendt reklame bruger udtrykket magnesiumkalk om stoffet.